# Mimosa emoryana
Mimosa emoryana är en ärtväxtart som beskrevs av George Bentham. Mimosa emoryana ingår i släktet mimosor, och familjen ärtväxter. Utöver nominatformen finns också underarten M. e. emoryana.